# Sokodomo
У цьому корейському імені прізвище (Ян) стоїть перед особовим ім'ям.
Ян Син Хо (кор. 양승호; нар. 15 листопада 2000, Сеул, Південна Корея), професійно відомий як Sokodomo (кор. 소코도모; укр. Сокодомо, стилізується маленькими літерами), — південнокорейський репер і автор пісень. Вперше він привернув увагу, коли з'явився на шоу High School Rapper 3 у 2019 році. Він підписав контракт із Sony Music, де випустив мініальбоми WWW.III (2019) та …---… (2021). У 2021 році він з'явився на Show Me the Money 10, де випустив сингл «Merry-Go-Round», який посів перше місце в цифровому чарті Gaon.

## Ранні роки
Ян Син Хо народився 15 листопада 2000 року в Йонгдинпо-гу, Сеул, у сім'ї корейця та японки. У дитинстві він жив у Сполучених Штатах і провів свої підліткові роки в Сан-Паулу та Ріо-де-Жанейро. Закінчив Sunrin Internet High School .
Його сценічний псевдонім «Sokodomo» означає «корейська дитина», оскільки це портманто від «Південна Корея» та «kodomo» (こども — японське слово для дитини).

## Кар'єра

### 2019—2020:High School Rapper 3і підписання контракту з Sony Music
У лютому 2019 року Сокодомо з'явився на телевізійному шоу High School Rapper 3, де він вперше привернув увагу. Він випустив на шоу сингли «Mirror», «UFO», «Freedumb» і «Global Extinction» і посів шосте місце. У червні 2019 року він підписав контракт із Sony Music. У грудні 2019 року він випустив свій дебютний мініальбом WWW.III. У 2020 році він був номінований на «Новий виконавець року» на Korean Hip-hop Awards.

### 2021—2022:Show Me the Money 10і «Merry-Go-Round»
У 2021 році Sokodomo з'явився на телевізійному шоу Show Me the Money 10, де він випустив сингл «Merry-Go-Round» за участю співаків Zion.Т і Wonstein. Він посів перше місце в цифровому чарті Gaon і став найуспішнішим синглом репера. Сокодомо завершив шоу у топ-8.

## Дискографія

### Мініальбоми
| Назва   | Деталі                                                                         | Пікові позиції у чартах |
| Назва   | Деталі                                                                         | KOR                     |
| ------- | ------------------------------------------------------------------------------ | ----------------------- |
| WWW.III | - Реліз: 6 грудня 2019 - Лейбл: Sony Music - Формат: CD, цифрове завантаження  | 78                      |
| …---…   | - Реліз: 11 травня 2021 - Лейбл: Sony Music - Формат: CD, цифрове завантаження | —                       |

### Сингли
| Назва | Рік  | Пікові позиції у чартах | Сертифікація  | Альбом                                  |
| Назва | Рік  | KOR                     | Сертифікація  | Альбом                                  |
| --- | ---- | ----------------------- | ------------- | --------------------------------------- |
| «Mirror» (거울, Geoul) (with Untell)                                                                         | 2019 | 95                      | Н/Д           | High School Rapper 3 Team Batte Part 1  |
| «U.F.O» (з Uneducated Kid)                                                                                   | 2019 | —                       | Н/Д           | High School Rapper 3 Team Battle Part 3 |
| «Freedumb» (featuring Haon)                                                                                  | 2019 | 98                      | Н/Д           | High School Rapper 3 Semi Final         |
| «Global Extinction» (지구멸망, Jigumyeolmang) (featuring Kirin)                                              | 2019 | —                       | Н/Д           | High School Rapper 3 Final              |
| «Go Home» (Feat. LaPamasaka)                                                                                 | 2019 | —                       | Н/Д           | WWW.III                                 |
| «Snow» (з JP)                                                                                                | 2019 | —                       | Н/Д           | Не увійшов до альбому                   |
| «LOL» | 2020 | —                       | Н/Д           | Не увійшов до альбому                   |
| «Sugar» (with Hitchhiker)                                                                                    | 2020 | —                       | Н/Д           | Не увійшов до альбому                   |
| «Genda Phool» (з Badshah, Payal Dev)                                                                         | 2020 | —                       | Н/Д           | Не увійшов до альбому                   |
| «Trouble» (з Don Mills, Northfacegawd, Khakii, A-Chess)                                                      | 2021 | 7                       | Н/Д           | Show Me the Money 10 Episode 1          |
| «Merry-Go-Round» (회전목마, Hoejeonmongma) (featuring Zion.T and Wonstein)                                   | 2021 | 1                       | KMCA: Платина | Show Me the Money 10 Episode 2          |
| «Be!» (featuring Paloalto and Lil Boi)                                                                       | 2021 | 38                      | Н/Д           | Show Me the Money 10 Semi Final         |
| «A Long Day» (고생이 많아, Gosaengi mana) (featuring Zion.T) (with Basick, Anandelight and Mudd the Student) | 2021 | 169                     | Н/Д           | Show Me the Money 10 Final              |
| «Scar» (з 24kGoldn)                                                                                          | 2022 | —                       | Н/Д           | Не увійшов до альбому                   |

## Фільмографія
| Рік  | Назва                | Роль            | Прим. |
| ---- | -------------------- | --------------- | ----- |
| 2019 | High School Rapper 3 | Учасник (Топ 6) | [ 4 ] |
| 2021 | Show Me the Money 10 | Учасник (Топ 8) | [ 8 ] |

## Нагороди та номінації
| Нагорода              | Рік  | Номінант / робота | Категорія                 | Результат    | Прим.  |
| --------------------- | ---- | ----------------- | ------------------------- | ------------ | ------ |
| Korean Hip-hop Awards | 2020 | Sokodomo          | New Artist of the Year    | Номінація    | [ 6 ]  |
| Korean Hip-hop Awards | 2022 | «Merry-Go-Round»  | Hip-hop Track of the Year | Номінація    | [ 10 ] |
| Korean Hip-hop Awards | 2022 | «MM»              | Music Video of the Year   | Номінація    | [ 10 ] |
| Melon Music Awards    | 2022 | Sokodomo          | Top 10                    | В очікуванні | [ 11 ] |
| Melon Music Awards    | 2022 | «Merry-Go-Round»  | Song of the Year          | В очікуванні | [ 11 ] |